# Itakolumit

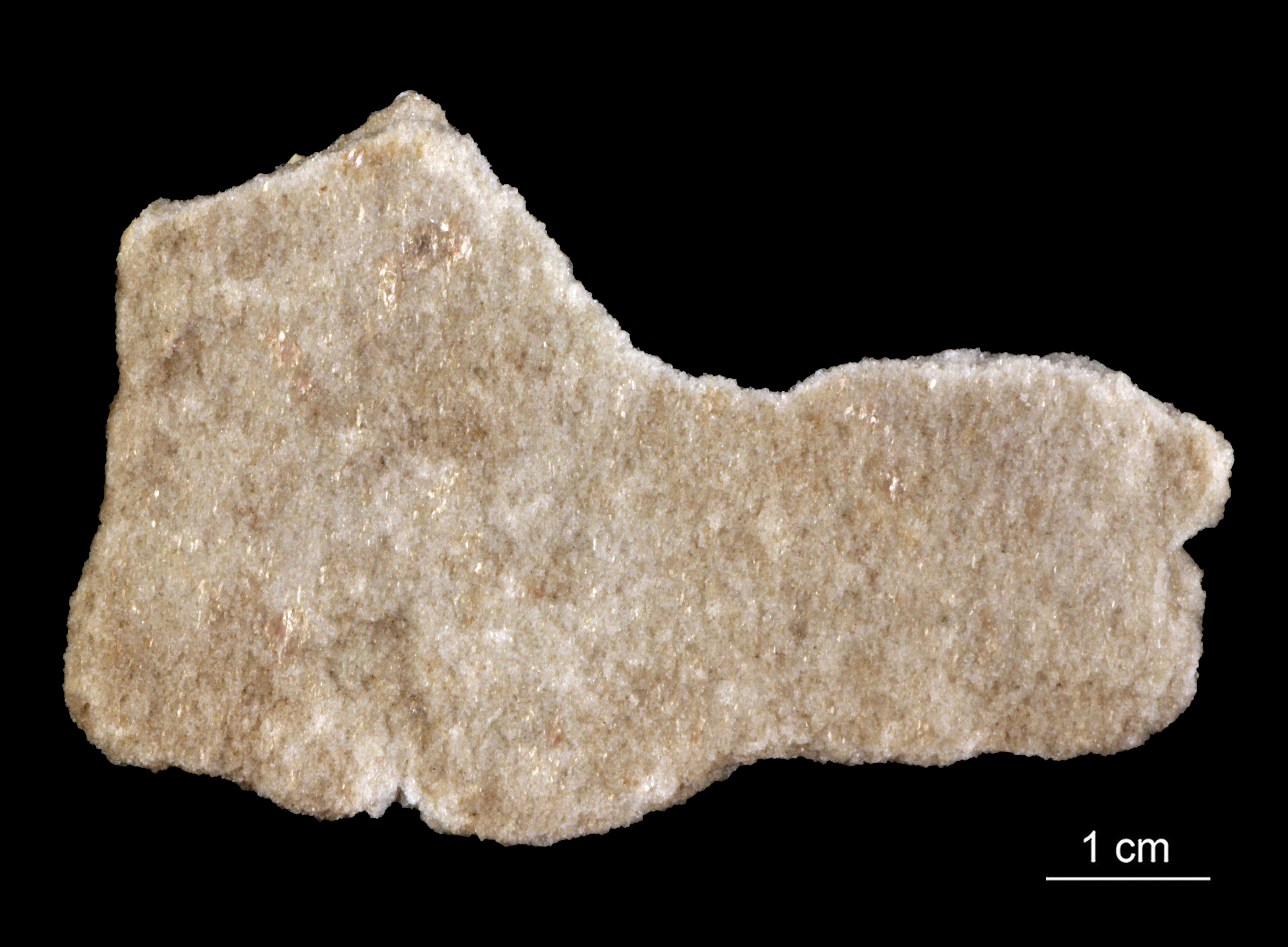
Symbolfoto des seltenen Quartzgesteins Itakolumit (2015)

Das Gestein Itakolumit ist eine besondere, seltene Varietät des Quarzits, eines unter Druck- und Temperatureinwirkung metamorph umgewandelten Sandsteins. Das Bindemittel, welches die einzelnen Quarzkörner zusammenhält, besteht aus verschiedenen Schichtsilikaten, hauptsächlich Talk oder Chloriten, gelegentlich auch Serizit. In einigen Varietäten bedingen die physikalischen Eigenschaften der Talkblättchen (geringe Härte, leichte Verschiebbarkeit) eine Biegsamkeit des Gesteins in dünnen Platten (biegsamer oder elastischer Sandstein, auch Gelenkquarz genannt). Mit zunehmendem Gehalt an Schichtsilikaten und abnehmendem Quarzgehalt zeigt der Itakolumit Übergänge zu Chlorit-, Talk- und Glimmerschiefer.
Itakolumit findet sich als Glied der huronischen (Schiefer-)Formation besonders in Brasilien, wo er in Minas Gerais und Goiás hohe Gebirge und den namensgebenden Berg Itacolomi (in der Serra do Espinhaço) zusammensetzt. Außer seinen wesentlichen Gemengteilen führt das Gestein hier Gold, derb und eingesprengt, begleitet von Pyrit und Arsenopyrit, Hämatit, Magnetit, Turmalin, Glimmern; es wird gelegentlich von Quarzgängen durchsetzt, und die Talk- und Chloritschiefer treten lagerförmig darin auf. In Brasilien ist der Itakolumit auch Muttergestein der Diamanten. Sonst findet sich der Itakolumit in North und South Carolina (Sauratown Mountains), im Ural und in Portugal.